# Altersvorsorge-Sondervermögen
Altersvorsorge-Sondervermögen (AS-Fonds) sind eine seit April 1998 in Deutschland zunächst zugelassene und seit Juli 2013 untersagte Form von Investmentfonds, aufgelegt speziell für die Altersvorsorge.

## Allgemeines
Geschaffen wurden die Altersvorsorge-Sondervermögen vom BVI, gedacht als eine Alternative zu Kapitallebensversicherungen. Zu einer steuerlichen Förderung hatte sich der Gesetzgeber nicht durchgerungen. Unterschiede zu herkömmlichen Misch- oder Dachfonds mit ähnlicher Anlagestrategie sind kaum zu bemerken. Der Anleger konnte in Aktien, verzinsliche Wertpapiere, Immobilien oder Beteiligungen investieren. Zusätzlich zu den gesetzlichen Auflagen für Investmentfonds mussten die AS-Fonds Rahmenbedingungen einhalten, um die Bezeichnung „Altersvorsorge-Sondervermögen“ tragen zu dürfen.

## Rechtsfragen
Mit Inkrafttreten des Kapitalanlagegesetzbuchs (KAGB) am 22. Juli 2013 wurde die Neuauflage von Altersvorsorge-Sondervermögen verboten (§ 347 Abs. 2 KAGB). Diese Übergangsvorschrift sieht jedoch vor, dass die vor Inkrafttreten des KAGB aufgelegten AS-Fonds weiterhin Bestandsschutz genießen.

## Rahmenbedingungen für alte AS-Fonds
Fonds durften sich „Altersvorsorge-Sondervermögen“ nennen, wenn sie den §§ 87–90 Investmentgesetz (InvG) entsprachen. Durch das KAG ist das Gesetz außer Kraft gesetzt worden. Es galt:
- Mindestens 51 % des Fondsvermögens musste in Aktien und Anteile an Immobilien-Sondervermögen investiert sein (§ 88 Abs. 4 InvG). Der Rest konnte als Barreserve gehalten werden.
- Der Anteil von Aktien und Beteiligungen musste mindestens 21 % und durfte höchstens 75 % betragen (§ 88 Abs. 3 InvG).
- Der Anteil an Immobilien durfte höchstens 30 % betragen (§ 88 Abs. 2 InvG).
- Höchstens 30 % des Fondsvermögens durfte einem Währungsrisiko unterliegen (§ 88 Abs. 7 InvG).
- Anlagen in Derivaten (Optionen und Futures) waren nur zur Absicherung des Fondsvermögens, nicht hingegen zu spekulativen Zwecken erlaubt (§ 88 Abs. 6 InvG).
- Kapitalerträge waren und sind im Bestand zu thesaurieren (§ 87 Abs. 2 InvG), konnten und können mithin nicht ausgeschüttet werden.
- Die Investmentgesellschaft war verpflichtet, neben Einmalanlagen auch Sparpläne anzubieten (§ 90 InvG).
- Es mussten Sparpläne mit einer Laufzeit über mindestens 18 Jahre oder bis zum 60. Lebensjahr angeboten werden (§ 90 InvG).
- Die Besparung hatte durch den Anleger regelmäßig zu erfolgen, mindestens einmal jährlich. Der Vertrag konnte und kann jederzeit mit einer Kündigungsfrist von 3 Monaten zum Quartalsende gekündigt werden, bei Arbeitslosigkeit oder Erwerbsunfähigkeit verkürzt sich die Frist auf 4 Wochen zum Monatsende.
- Nach Ablauf von 75 % der vereinbarten Laufzeit besteht die Pflicht der Investmentgesellschaft, kostenlose Fondssicherung zu betreiben, indem in schwankungsarme Fonds umgeschichtet wird (z. B. Umtausch in Rentenfonds, Geldmarktfonds; § 90 InvG).
- Die Investmentgesellschaft war und ist verpflichtet, für die Zeit nach dem Ablauf der vereinbarten Laufzeit Auszahlungspläne anzubieten, wenn der Sparer nach Ausübung seines Wahlrechts sich entschieden hatte, statt Kapital, rentenförmige Auszahlung zu verlangen (§ 90 InvG).

## Sicherheit
Die Anlage in AS-Fonds ist den üblichen Wertschwankungen von Wertpapieren oder Immobilien unterworfen. Dabei können hohe Volatilitäten auftreten. Wer einen ungünstigen Zeitpunkt zum Verkauf von Fondsanteilen wählt (beispielsweise bei Kündigung), verliert gegebenenfalls an Kapitalwert. Das Risiko glättet sich im Laufe der Laufzeit. Kosten werden dem Anlagebetrag entnommen.
AS-Fonds bieten keinen Garantien in Bezug auf eine determinierte Rendite. Schlechtes Fondsmanagement kann die Rendite eines AS-Fonds gering ausfallen lassen, wenn sie nicht sogar ausbleibt. Die Sicherheit und Rendite eines AS-Fonds hängt im Wesentlichen vom Anlage-Schwerpunkt des Fonds ab. Daneben entscheidet die Fähigkeit und Qualität des Fondsmanagers über den Erfolg eines AS-Fonds.

## Anlage-Schwerpunkt
AS-Fonds können spekulativ oder aber konservativ ausgerichtet sein. Mischformen sind möglich.
Beispiel für einen spekulativen AS-Fonds
- 75 % Aktien
- 25 % (fest)verzinsliche Wertpapiere

Beispiel für einen konservativen AS-Fonds
- 21 % Aktien
- 30 % Immobilien
- 49 % (fest)verzinsliche Wertpapiere

## Steuerliche Behandlung
Die steuerliche Behandlung entspricht der von privaten Kapitallebens- und Rentenversicherungen.